# Polyalthia simiarum
Polyalthia simiarum (Buch.-Ham. ex Hook. f. & Thomson) Benth. ex Hook. f. & Thomson – gatunek rośliny z rodziny flaszowcowatych (Annonaceae Juss.). Występuje naturalnie w Indiach, Mjanmie, Tajlandii, Kambodży, Laosie, Wietnamie oraz południowo-wschodnich Chinach (w południowej części Junnanu). 

## Morfologia
PokrójZimozielone drzewo dorastające do 25 m wysokości. Kora ma szarobiaławą barwę. Młode pędy są owłosione.
LiścieMają kształt od podłużnego do owalnie podłużnego lub lancetowatego. Mierzą 9–28 cm długości oraz 3,5–12,5 cm szerokości. Nasada liścia jest od klinowej do zaokrąglonej. Blaszka liściowa jest o spiczastym wierzchołku. Ogonek liściowy jest solidny i dorasta do 5–10 mm długości.
KwiatySą zazwyczaj pojedyncze, rozwijają się w kątach pędów. Działki kielicha mają owalnie trójkątny kształt, są owłosione od zewnętrznej części i dorastają do 5 mm długości. Płatki mają równowąski kształt i zielonożółtawą barwę, osiągają do 15–35 mm długości, mogą być owłosione lub nagie, są mniej lub bardziej skórzaste. Kwiaty mają owłosione owocolistki o podłużnym ksształcie.
OwocePojedyncze mają kształt od jajowatego do jajowato elipsoidalnego, zebrane w owoc zbiorowy. Są nagie, osadzone na szypułkach. Osiągają 25–30 mm długości i 12–17 mm szerokości.

## Biologia i ekologia
Rośnie w lasach. Występuje na wysokości od 500 do 1200 m n.p.m. Kwitnie od kwietnia do września, natomiast owoce dojrzewają od lipca do grudnia. 

## Zmienność
W obrębie tego gatunku oprócz podgatunku nominatywnego wyróżniono jeden podgatunek:
- Polyalthia simiarum subsp. cheliensis (Hu) Bân